# Friedrich Georg Wilhelm von Struve
Friedrich Georg Wilhelm von Struve, en  rus: Василий Яковлевич Струве, Vasily Yákovlevich Struve, (Altona, 15 d'abril de 1793 - Sant Petersburg, 23 de novembre de 1864 [en el calendari julià: 11 de novembre]) fou un astrònom germanobàltic, part d'una famosa dinastia d'astrònoms.

## Vida
Va néixer a  Altona aleshores part de Dinamarca, ara en Alemanya, fill de Jacob Struve (1755-1841), i el segon d'una família sencera d'astrònoms de cinc generacions. Va ser el besavi d'Otto Struve, pare d'Otto Wilhelm von Struve i avi de Hermann Struve, oncle d'Otto Struve. El seu pare Jacob va sortir de l'Alemanya napoleònica a Letònia llavors província Livònia de la Rússia Imperial per evadir el servei militar.
El 1808 va entrar a la Universitat de Tartu (Estònia), a la Rússia Imperial, on va estudiar primer filologia, però aviat va canviar la seva atenció a l'astronomia. De 1813 a 1820 va ensenyar a la universitat i va treballar en l'Observatori Dorpat de Tartu, i el 1820 es va fer a professor a temps complet i director de l'observatori.
Va romandre a Tartu, ocupat en la recerca d'estrelles binàries i geodèsia fins a 1839, quan va fundar i dirigir el nou Observatori Pulkovo prop de Sant Petersburg. Entre altres honors, va guanyar la Medalla d'Or de la Reial Societat Astronòmica el 1826. Es va jubilar el 1861 per mor de problemes de salut.
L'asteroide 768 Struveana fou nomenat així en el seu honor i els d'Otto Wilhelm von Struve i Karl Hermann Struve.

## Obra
En l'àmbit astronòmic Struve és molt recordat per les seves observacions d'estrelles dobles, que va estudiar durant molts anys. Encara que les estrelles binàries van ser estudiades abans per William Herschel, John Herschel i James South, Struve va superar alguns esforços previs. Va descobrir un gran nombre d'estrelles binàres i el 1827 va publicar el catàleg Catalogus novus stellarum duplicium.
Atès que les estrelles dobles són veritables estrelles binàries i no una il·lusió òptica (William Herschel va ser el primer a descobrir), orbiten al voltant del baricentre del sistema i lentament canvien la seva posició amb el pas dels anys. Així Struve va fer mesuraments micromètriques de 2714 estrelles dobles de 1824 a 1837, i les va publicar en un article Stellarum duplicium et multiplicium mensurae micrometricae. Struve va mesurar acuradament la «constant d'aberració» l'any 1843. Va ser a més el primer a definir la paral·laxi de Vega, encara que Friedrich Bessel va ser el primer a mesurar-ne algun (el de l'estrella 61 Cygni).
També es va interessar per la geodèsia, i el 1831 va publicar Beschreibung der Breitengradmessung in den Ostseeprovinzen Russlands (Descripció de la mesura de latituds de les províncies bàltiques de Rússia). Va iniciar l'arc geodèsic de Struve, que va ser una cadena de triangulacions de mesurament que va des de Hammerfest a Noruega fins al mar Negre, travessant deu països i més de 2.820 km. La Unesco va incloure aquest arc en la Llista de Patrimoni de la Humanitat a Europa.

## Família
El 1815 es va casar amb Emilie Wall (1796-1834) a Altona, qui li va donar dotze fills, dels quals vuit van sobreviure a la primera infància. A més d'Otto Wilhelm von Struve, altres dels seus fills van ser Heinrich o Genrij Vasílievich Struve (1822 - 1908), un prominent químic, i Bernhard Vasílievich Struve (1827 - 1889), que va servir com a oficial de govern a Sibèria i després com a governador d'Astracan i Perm.
Després de la mort de la seva primera esposa es va tornar a casar, ara amb Johanna Henriette Francisca Bartels (1807-1867), que li va donar sis fills més. El més conegut va ser Karl o Kiril Vasílievich (1835-1907), que va servir successivament com ambaixador rus al Japó, els Estats Units, i els Països Baixos.